# John Wesley Davis

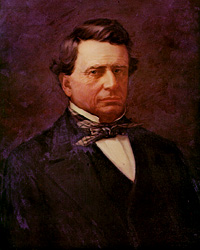
John Wesley Davis

John Wesley Davis (* 16. April 1799 in New Holland, Lancaster County, Pennsylvania; † 22. August 1859 in Carlisle, Indiana) war ein US-amerikanischer Politiker. Er war von 1845 bis 1847 der 22. Sprecher des US-Repräsentantenhauses und außerdem in den Jahren 1853 und 1854 Gouverneur des Oregon-Territoriums.

## Leben
Davis’ Familie zog kurz nach seiner Geburt nach Shippensburg im Cumberland County, wo er auf eine Privatschule ging. Anschließend absolvierte er ein Medizinstudium, welches er 1821 am Baltimore Medical College abschloss. Zwei Jahre später zog er nach Carlisle in Indiana, um als Mediziner zu arbeiten.

## Politik

### Repräsentantenhaus
Davis wurde 1829 Nachlassrichter im Sullivan County, was er bis 1831 blieb. Anschließend zog er bis 1833 in das Repräsentantenhaus von Indiana ein, dem er 1831 als Speaker vorstand. Am 4. März 1835 wurde er Abgeordneter der Jacksonians im 24. Kongress. Im Jahr 1836 stellte er sich aus krankheitsbedingten Gründen nicht zur Wiederwahl, weswegen er den Kongress 1837 wieder verließ. Er wurde allerdings, diesmal als Kandidat der Demokraten, bei der Wahl 1838 erneut wiedergewählt und zog 1839 in den 26. Kongress ein. Seine Wiederwahl zwei Jahre später scheiterte erneut; diesmal lag es an den Wählern, weswegen er sich 1841 wieder ins Repräsentantenhaus von Indiana wählen ließ. Er war dort im selben Jahr erneut Sprecher, verließ das Staatsparlament 1843 aber wieder, um erneut ins Repräsentantenhaus der Vereinigten Staaten einzuziehen. Im 28. Kongress war er Vorsitzender des Committee on Public Lands, im 29. Kongress vom 4. März 1845 bis zum 3. März 1847 dann der Sprecher des Repräsentantenhauses. Bei der Wahl 1846 ließ er sich nicht wiederwählen, sondern wurde 1848 von Präsident James K. Polk als Nachfolger von Alexander Hill Everett zum Gesandten im Kaiserreich China ernannt, was er bis 1851 blieb. Von 1851 bis 1852 und dann nochmal 1857 gehörte er erneut dem Repräsentantenhaus Indianas an.

### Gouverneur von Oregon
Als Joseph Lane im Mai 1853 vom Posten des Gouverneurs im Oregon-Territorium zurücktrat, folgte ihm daraufhin George Law Curry. Nach etwa sechs Monaten wurde er von John Wesley Davis abgelöst, welcher auf Wunsch des damaligen Präsidenten Franklin Pierce diese Stelle übernehmen sollte. Davis hatte das Wahlkampfteam geleitet, das Pierce die Präsidentschaft bescherte, weshalb dieser ihm als Dank zum vorletzten Gouverneur Oregons bestimmte, bis aus dem Gebiet am Valentinstag 1859 die Bundesstaaten Oregon, Idaho und Washington gebildet wurden. Davis trat am 1. August 1854 als Gouverneur zurück; die Bevölkerung war ihm in dieser Zeit niemals wohlgesinnt gewesen, da sie lieber einen der ihren, aus Oregon stammenden Politiker, an der Spitze des Territoriums gesehen hätten. Nach seinem Weggang – nicht einmal eine Geldsumme von 40.000 Dollar, die vom Kongress bewilligt wurde, konnte die Gemüter der Bevölkerung beruhigen – übernahm sein Vorgänger George Curry wieder die Führung. Sein Nachfolger war 1859 John Whiteaker.